# Montserrat (Communauté valencienne)
Pour les articles homonymes, voir Montserrat et Monserrat.
Montserrat, en valencien et officiellement, (Monserrat en castillan), également connue sous le nom de Montserrat d'Alcalà, est une commune de la province de Valence, dans la Communauté valencienne, en Espagne. Elle est située dans la comarque de la Ribera Alta et dans la zone à prédominance linguistique valencienne. Sa population s'élevait à 7 301 habitants en 2013.

## Géographie

Localisation de Montserrat
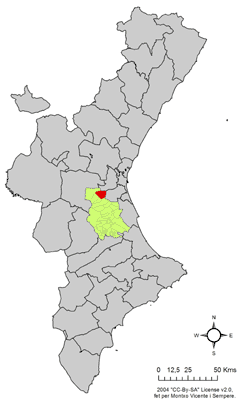
dans la Communauté valencienne.
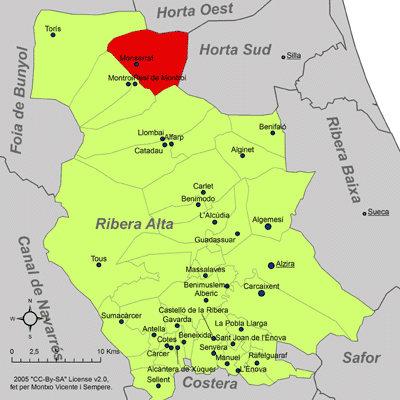
dans la comarque de la Ribera Alta.

### Localités limitrophes
Le territoire communal de Montserrat est voisin de celui des communes suivantes : Llombai, Montroi, Picassent, Real, Torrent et Turís, toutes situées dans la province de Valence.

## Démographie
| 1990  | 1992  | 1994  | 1996  | 1998  | 2000  | 2002  | 2004  | 2005  | 2007  | 2008  | 2009  | 2010  |
| ----- | ----- | ----- | ----- | ----- | ----- | ----- | ----- | ----- | ----- | ----- | ----- | ----- |
| 2.523 | 2.578 | 2.771 | 2.762 | 2.958 | 3.157 | 3.364 | 4.091 | 4.523 | 5.452 | 6.089 | 6.421 | 6.784 |

## Galerie

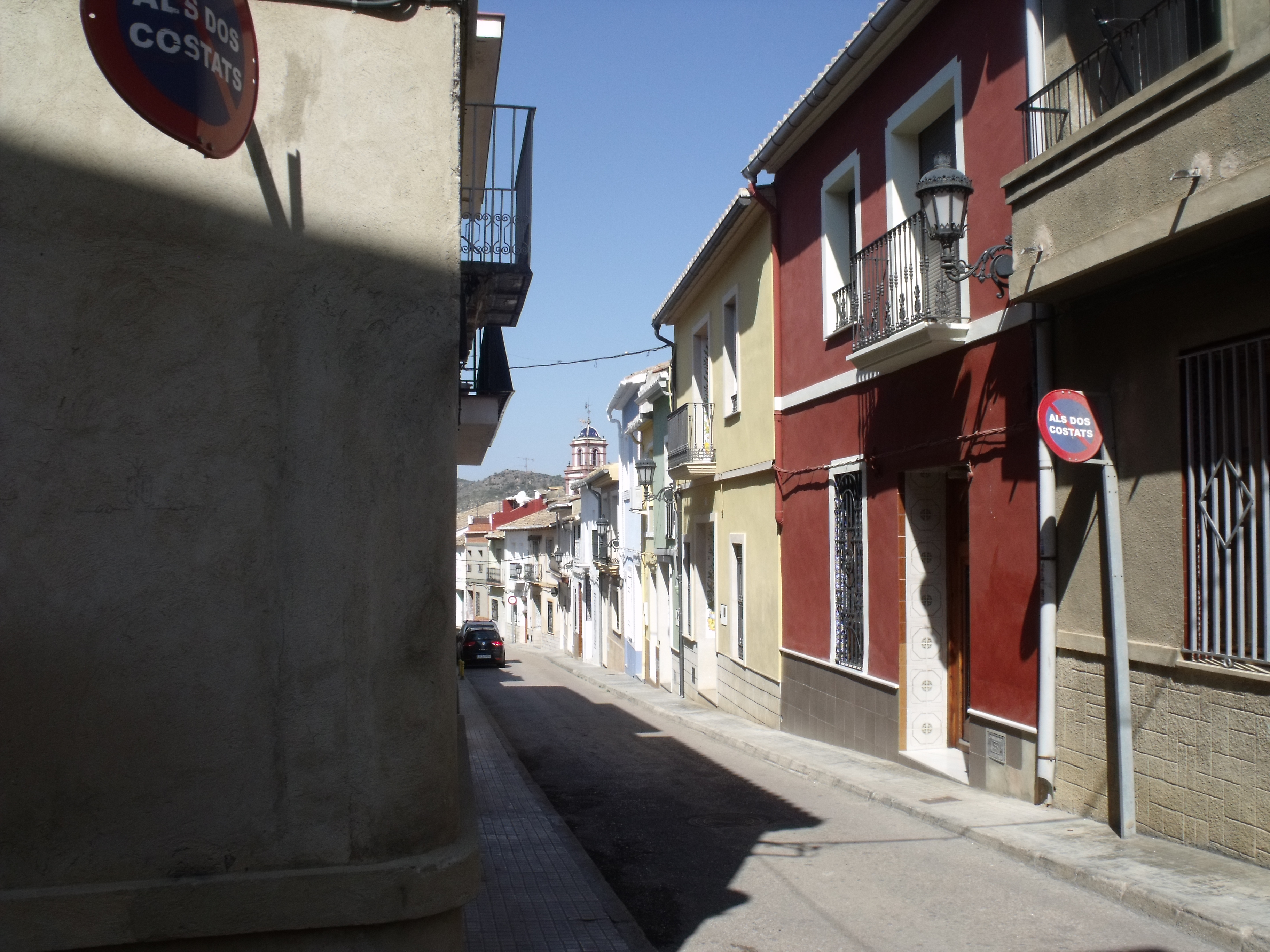
Rue Sant Domènec.
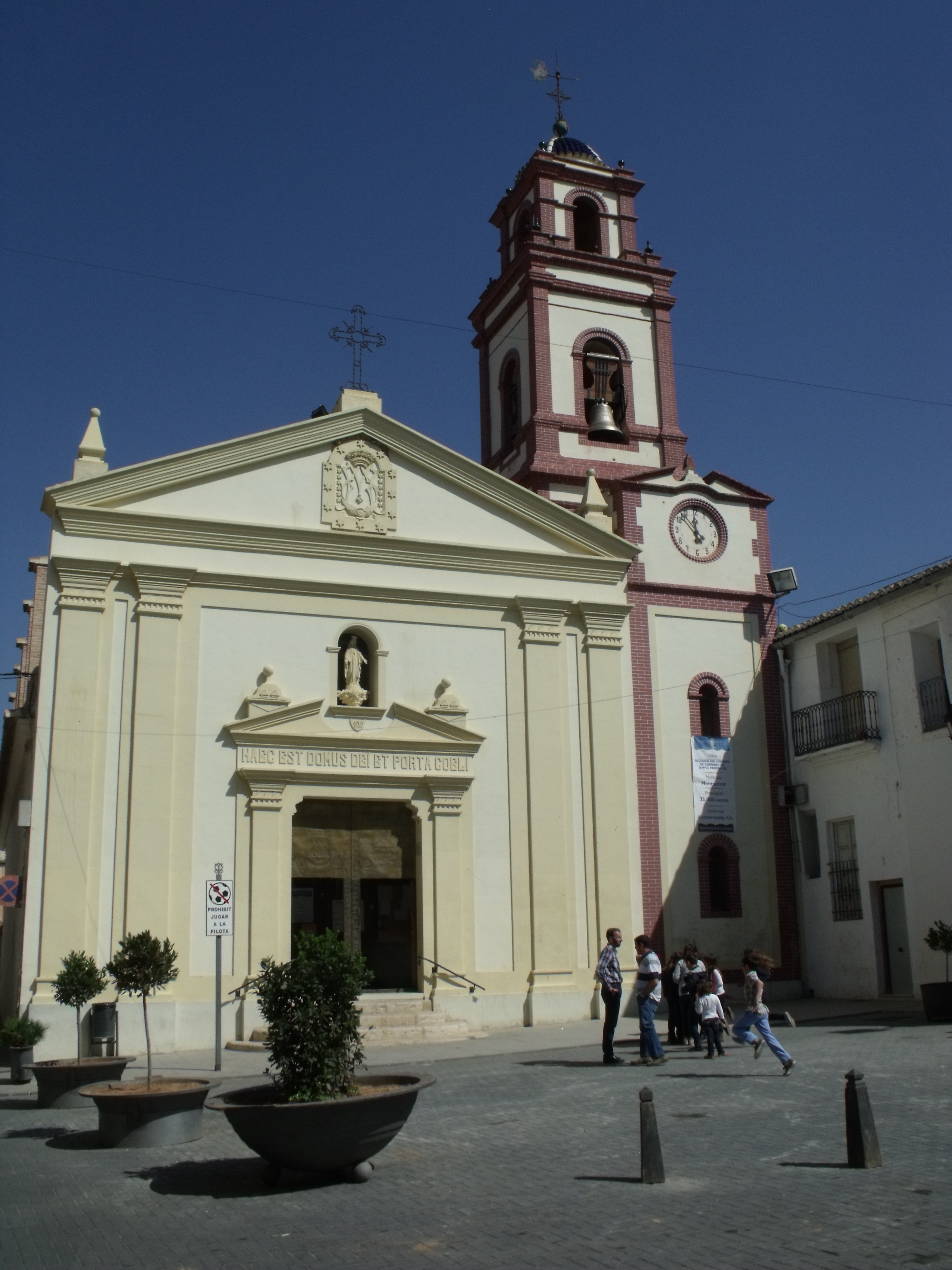
Église de l'Assumpció de Montserrat.
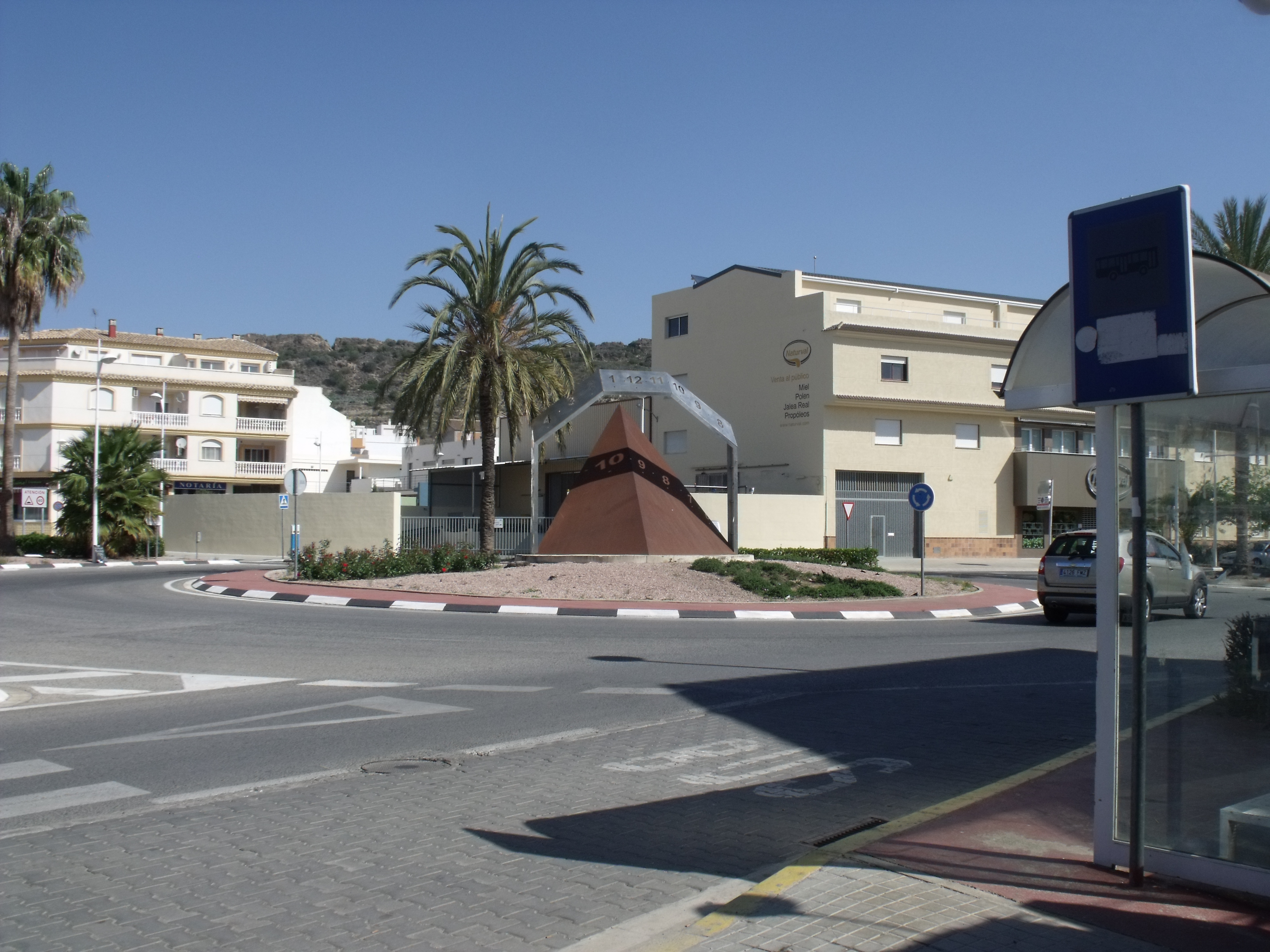
Cadran solaire de la rotonda de Montserrat.

### Sources
- (es) Cet article est partiellement ou en totalité issu de l’article de Wikipédia en espagnol intitulé « Monserrat (Valencia) » (voir la liste des auteurs).
- (es) Varaciones de los municipios de España desde 1842, Ministerio de administraciones públicas, octobre 2008, 364 p. (lire en ligne) [PDF]